# 3124 Kansas
För andra betydelser, se Kansas (olika betydelser).
3124 Kansas eller 1981 VB är en asteroid i huvudbältet som upptäcktes den 3 november 1981 av den amerikanske astronomen David J. Tholen vid Kitt Peak-observatoriet. Den är uppkallad efter den amerikanska delstaten Kansas.
Asteroiden har en diameter på ungefär 11 kilometer och den tillhör asteroidgruppen Padua.